# En ekstra indsats
En ekstra indsats er en dansk kortfilm fra 2013 instrueret af Anton Carey Bidstrup.

## Handling
Denne artikel mangler et handlingsreferat. Hjælp os med at skrive det.

## Medvirkende
- Jesper Kaplan, Gustav
- Søren Poppel, Mand i skov
- Gerard Carey Bidstrup, Mand i have
- Søren Maribo, Død mand
- Pernille Hilgart, Receptionist
- Søren Thomsen, Chef